# Палець руки
Пальці рук — найбільш дистальні частини верхніх кінцівок тварин, у тому числі людини, у якої в процесі еволюції отримали важливе функціональне навантаження в порівнянні з іншими видами.

## Палець руки людини

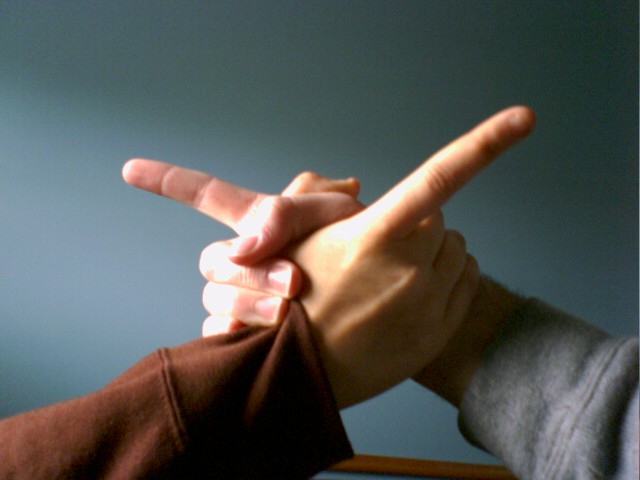
Пальці рук

У нормі у людини на кожній руці розташовано п'ять пальців, кожен з яких має власну назву: великий, вказівний, середній, підмізинний і мізинець. Великий палець протиставлений іншим, що забезпечує різноманіття хапальні функції кисті. Пальці рук людини пристосовані до точних дій, що дозволяють виконувати тонку роботу. Зусилля м'язів передається пальцям в основному з інших відділів руки за допомогою зв'язок.

## Назви пальців
- Великий палець (також діал. па́люх[1][2], пуча́к[2], гуцул. перва́к[3], дит. бе́цман[2]; лат. pollex) — перший, тобто зовнішній (у стандартній анатомічній позиції[en]) палець кисті.
- Указівний палець (також вказівець[2], перст[джерело не вказане 768 днів], середньополіськ. непудру́шник[4]; лат. index) — другий палець, розташований між великим та середнім пальцями.
- Середній палець (також середи́нець[джерело не вказане 768 днів]; лат. digitus medius) — третій, середній з п'яти, палець.
- Підмізинний палець (також обручко́вий[5], перстене́вий[5], перстене́ць, безіменний, примізинний[джерело не вказане 768 днів], західнополіськ. кризе́ниць, примизи́нець[4][6][7]; лат. anularius «обручковий, перстеневий») — четвертий палець.
- Мізинець (також мізи́нок[8], західнополіськ. мизе́ниць[6], середньополіськ. мізи́льний, мізе́ниць, мадзі́льник, мізе́рник, нізинец, па́льчик[4], гуцул. мізи́лник[3], лемк. мізельний паліц[9]; лат. digitus minumus) — п'ятий палець (тобто внутрішній у стандартній анатомічній позиції).

Фаланга пальця має назву челенок або ж маслачок, долоня: дит. ладка; кінчик пальця руки: пу́чка, суглоби пальців: гуцул. — чє́колонок (чи́колонок), бойківською — кичири́́нки, кі́стки., ніготь: лемківською — паніст, бойківською — но́хоть, здерта шкіра пальця біля основи нігтя: ли́ко, зау́сениця.

## Скелет
Скелет кожного з пальців кисті складається з декількох кісток, які називаються фалангами. Проксимальні фаланги сполучають іншу частину пальця з п'ястковими кістками. Між фалангами розташовуються рухливі міжфалангові суглоби.